# De la A a la Z
De la A a la Z es el octavo álbum de estudio del raperocristiano Alex Zurdo, lanzado el 1 de agosto de 2014 por su sello AZ Music. Contó con la participación de Redimi2, Christine D'Clario, Nancy Amancio, Samuel Hernández. La producción musical estuvo a cargo del dúo productor Marcos Ramírez y Víctor Torres (Los Tranz4Merz), Emy Luziano, Los De La Fórmula y el mismo Alex Zurdo. 
El álbum fue promocionado con una serie de giras llamado "De la A a la Z Tour", donde posteriormente se grabaría AZ Live, un álbum en vivo extraído del concierto realizado en Puerto Rico. Debutó en la posición número 4 en la lista de Latin Rhythm Albums de Billboard.
El álbum ganó un Premio AMCL en 2014 en la categoría Álbum urbano del año y Canción urbana del año por «No soy yo» junto a Redimi2, además, estuvo nominado en los Premios Arpa 2015 a "Mejor álbum urbano".

## Promoción y lanzamiento
Los sencillos del álbum fueron «Cierra la puerta», «El pastor» juntamente con el lanzamiento del disco, luego siguieron «Más que un papel», «Yo creo»,  «Te siento», «Que espere»,  «Tengo victoria» y «El pastor».

### Vídeos musicales
| Título                           | Publicación            | Director            |
| -------------------------------- | ---------------------- | ------------------- |
| «Cierra la puerta»               | 20 de junio de 2013    | Redimi2 Films       |
| «El pastor»                      | 1 de agosto de 2014    | Kingdom Firts Films |
| «Más que un papel»               | 15 de octubre de 2014  | Kingdom Firts Films |
| «Yo creo» (con Samuel Hernández) | 23 de febrero de 2015  | Kingdom Firts Films |
| «Te siento»                      | 26 de mayo de 2015     | Kingdom Firts Films |
| «Que espere»                     | 9 de noviembre de 2015 | Kingdom Firts Films |
| «Bajo la alfombra»               | 1 de febrero de 2016   | Kingdom Firts Films |

## Lista de canciones
| N.º | Título                                       | Productor(es)     | Duración |  |
| 1.  | «Tengo victoria»                             | Los De La Fórmula | 3:07     |  |
| 2.  | «El corazón»                                 | Los De La Fórmula | 3:04     |  |
| 3.  | «No soy yo (con Redimi2)»                    | Emy Luziano       | 3:46     |  |
| 4.  | «Todo te lo doy (con Christine D'Clario)»    | Los De La Fórmula | 4:14     |  |
| 5.  | «El pastor»                                  | Effect-O          | 3:50     |  |
| 6.  | «Te amo»                                     | Los Tranz4Merz    | 4:31     |  |
| 7.  | «Más que un papel»                           | Emy Luziano       | 4:11     |  |
| 8.  | «Que espere»                                 | Los De La Fórmula | 3:48     |  |
| 9.  | «Yo creo (con Samuel Hernández)»             | Los De La Fórmula | 4:20     |  |
| 10. | «Bajo la alfombra»                           | Effect-O          | 3:58     |  |
| 11. | «Lo que pasó en la cruz (con Nancy Amancio)» | Los De La Fórmula | 5:23     |  |
| 12. | «Te siento»                                  | Los De La Fórmula | 3:53     |  |
| 13. | «Cierra la puerta»                           | Effect-O          | 3:57     |  |
| 14. | «Te quieren ver»                             | Los De La Fórmula | 3:36     |  |
| 15. | «De la A a la Z»                             | Emy Luziano       | 4:08     |  |

## Posicionamiento en listas
| Listas (2014)                     | Mejor posición |
| --------------------------------- | -------------- |
| Estados Unidos (Top Latin Albums) | 4              |